# Speyeria macdunnoughi
Speyeria macdunnoughi är en fjärilsart som beskrevs av Gunder 1932. Speyeria macdunnoughi ingår i släktet Speyeria och familjen praktfjärilar. Inga underarter finns listade i Catalogue of Life.